# Karel Maier
Karel Maier (* 19. ledna 1951 Praha) je český vědec, architekt, urbanista a územní plánovač a pedagog na Fakultě architektury ČVUT v Praze a na Fakultě životního prostředí ČZU v Praze, národním zástupcem ČR v AESOP (Association of European Schools of Planning) a zahraniční člen ARL (Akademie für Raumplanung und Landesforschung Hannover), bývalý vedoucí Ústavu prostorového plánování na ČVUT v Praze.
Vedl vlastní samostatný školní ateliér na FA ČVUT, který rokem 2020 předal Veronice Šindlerové.

## Odborná činnost
- 2015–2016, HABITAT 3 – Policy Unit expert
- 2005–2006, UNECE (Ekonomická komise OSN pro Evropu) zpravodaj pro CEMAT (Konference ministrů prostorového plánování při Evropské radě)
- 1978–1979, ČK VTIR, MVT, MVS Praha
- 1979–1980, UNDP – Colombo Metropolitan Area

## Ocenění
- Medaile ČVUT – I. stupně – zlatá